# Властимир Павловић Царевац
Властимир Павловић Царевац (село Царевац, 9. октобар 1895 — Београд, 10. јануар 1965) био је српски музичар и диригент.

## Биографија
Завршио је Правни факултет у Београду и бавио се адвокатуром, али је музика била његова прва и права љубав. Био је диригент хора друштва „Абрашевић” и један од првих извођача народне музике на програмима Радио Београда.
На почетку Првог светског рата, 1914, пријавио се као добровољац у болничку чету Браничевског одреда српске војске. Био је заробљен и интерниран у логор Хајнрихсгрин.
Још је као младић постао члан КПЈ, 1919. године. Као адвокат је био бранилац на комунистичком процесу 1928, где је бранио Отокара Кершованија, Јосипа Цазија, Луку Маџарца, Обрена Николића, Васу Стајкића и Гргура Вујовића.
Други светски рат је дочекао као члан КПЈ и одмах на почетку отишао у партизане. Био је борац Пожаревачког партизанског одреда којим је командовао Вељко Дугошевић. Током 1943. године га четници проказују, хапсе га љотићевци и одводе у логор на Бањици. Одатле га Немци спроводе у Хајлиген Крос, па у Дахау, где је био до краја рата.
Умро је 1965. године у Београду.
О њему је 1991. издата монографија „Царевчева лира”, коју је написао Иво Ценерић, а 2011. и монографија „Од злата гудало”, која, поред основе из Ценерићеве књиге, садржи и бројне нотне записе.
У Великом Градишту се, њему у спомен, почев од 1995. године, одржава музичка манифестација „Царевчеви дани”.

## Музицирање
Виолину је свирао пуних пет деценија. Захваљујући његовом преданом раду на очувању српске музичке баштине, сачуване су многе народне мелодије, чији је он био највернији тумач. Компоновао је многе познате мелодије, од којих су најпознатије „Свилен конац” и „Низамски растанак”.
Основао је и водио Народни оркестар Радио Београда све до своје смрти. Био је педагог, учитељ многих певача и свирача.
Наступао је са великим певачима: Вулетом Јевтићем, Даницом Обренић, Милетом Богдановићем, Добривојем Видосављевићем, Миодрагом Поповићем, Анђелијом Милић, Ксенијом Цицварић, Саветом Судар, Василијом Радојчић и многим другима.
Поставио је стандарде у вредновању народне музике и био је симбол изворне интерпретације народног мелоса.